# Albert von Lodron-Laterano
Albert Graf von Lodron-Laterano (* 8. Februar 1847 in Himmelberg; † 14. Februar 1914 in Graz) war ein österreichischer Gutsbesitzer und Politiker  aus dem Adelsgeschlecht Lodron.

## Leben
Lodron-Laterano war der Sohn des Gutsbesitzers Karl von Lodron-Laterano (1807–1860) und dessen Ehefrau Theresia Freiin von Gumppenberg (* 5. Dezember 1813; † 24. März 1849). Er war römisch-katholisch und heiratete am 22. Februar 1887 Angelika Gräfin Khuen von Belasy (* 6. Mai 1855; † 3. September 1918). Aus der Ehe gingen folgende Kinder hervor:
- Margarita (* 1889) ⚭ 1911 Edmund Graf von Clary und Aldringen
- Luigi (* 1891) ⚭ 1919 Maria Freiin Mayr von Melnhof (* 1893)
- Alberich (* 1895) ⚭ 1922 Maria Antoinette Gräfin zu Lodron-Laterano und Castelromano (1904–1933)

Lodron-Laterano besuchte das Jesuitenkolleg Kalksburg und schlug eine militärische Laufbahn beim Husarenregiment Graf Radetzky Nr. 5 ein. Seit 1873 diente er beim Husarenregiment Graf Haller Nr. 12, war dann Oberleutnant beim 6. Husarenregiment und dann Rittmeister I. Klasse beim Husarenregiment Nr. 13. Im Jahr 1887 wurde er wegen Invalidität als Major in den Ruhestand versetzt.
Er war Besitzer der der landtäflichen Güter Biberstein und Himmelberg. 1876 wurde er k.k. Kämmerer ernannt und 1911 mit Ritterkreuz des Leopold-Ordens ausgezeichnet.

## Politik
Vom 9. September 1892 (Er wurde in einer Nachwahl vom 16. September 1891 aufgrund des Todes von Anton Graf von Goëss gewählt, erschien krankheitsbedingt aber erst zu Beginn der III. Session) bis zu seinem Tod am 14. Februar 1914 war er Mitglied im Kärntner Landtag. Im Parlament war er in der
- VII. Wahlperiode 1892–1896 – Mitglied des volkswirtschaftlichen Ausschusses sowie der Sonderausschüsse für Eisenbahn und Kaiserjubiläum
- VIII. Wahlperiode 1897–1902 – Mitglied des land- und volkswirtschaftlichen, des Eisenbahn- und des Wahlreformausschussses
- IX. Wahlperiode 1903–1909 – Mitglied des land- und volkswirtschaftlichen Ausschusses
- X. Wahlperiode 1909–1914 (Tod im Amt) – Mitglied des Bau- und des volkswirtschaftlichen Ausschusses

Er gehörte dem Klub Verfassungstreuer Großgrundbesitz an.